# Eberhard (kaštel)
Eberhard je zámeček v obci Malinovo. Tato stavba ve stylu klasicismu je přestavěna z bývalého vodního hradu.
Hrad se připomíná v roce 1209. Panství patřilo hrabatům ze Svätého Jura a Pezinku. Po roce 1677 došlo k přestavbě vodního hradu na renesanční zámeček s kaplí, přičemž vodní příkop se částečně zachoval až dodnes. V 19. století patrovou čtyřkřídlou budovu přestavěli Apponyové a zámeček dostal dnešní vzhled. V současnosti se v něm nachází Sdružená střední škola zahradnická Gustáva Čejky. V areálu se nachází anglický park z 19. století.